# Gbadolite
 (juin 2020).
Si vous disposez d'ouvrages ou d'articles de référence ou si vous connaissez des sites web de qualité traitant du thème abordé ici, merci de compléter l'article en donnant les références utiles à sa vérifiabilité et en les liant à la section « Notes et références ».
 (juin 2020).
La mise en forme du texte ne suit pas les recommandations de Wikipédia : il faut le « wikifier ».
Les points d'amélioration suivants sont les cas les plus fréquents. Le détail des points à revoir est peut-être précisé sur la page de discussion.
- Les titres sont pré-formatés par le logiciel. Ils ne sont ni en capitales, ni en gras.
- Le texte ne doit pas être écrit en capitales (les noms de famille non plus), ni en gras, ni en italique, ni en « petit »…
- Le gras n'est utilisé que pour surligner le titre de l'article dans l'introduction, une seule fois.
- L'italique est rarement utilisé : mots en langue étrangère, titres d'œuvres, noms de bateaux, etc.
- Les citations ne sont pas en italique mais en corps de texte normal. Elles sont entourées par des guillemets français : « et ».
- Les listes à puces sont à éviter, des paragraphes rédigés étant largement préférés. Les tableaux sont à réserver à la présentation de données structurées (résultats, etc.).
- Les appels de note de bas de page (petits chiffres en exposant, introduits par l'outil «  Source ») sont à placer entre la fin de phrase et le point final[comme ça].
- Les liens internes (vers d'autres articles de Wikipédia) sont à choisir avec parcimonie. Créez des liens vers des articles approfondissant le sujet. Les termes génériques sans rapport avec le sujet sont à éviter, ainsi que les répétitions de liens vers un même terme.
- Les liens externes sont à placer uniquement dans une section « Liens externes », à la fin de l'article. Ces liens sont à choisir avec parcimonie suivant les règles définies. Si un lien sert de source à l'article, son insertion dans le texte est à faire par les notes de bas de page.
- La présentation des références doit suivre les conventions bibliographiques. Il est recommandé d'utiliser les modèles {{Ouvrage}}, {{Chapitre}}, {{Article}}, {{Lien web}} et/ou {{Bibliographie}}. Le mode d'édition visuel peut mettre en forme automatiquement les références.
- Insérer une infobox (cadre d'informations à droite) n'est pas obligatoire pour parachever la mise en page.

Pour une aide détaillée, merci de consulter Aide:Wikification.
Si vous pensez que ces points ont été résolus, vous pouvez retirer ce bandeau et améliorer la mise en forme d'un autre article.
Pour les articles homonymes, voir Gbadolite (homonymie).
Gbadolite (prononcé [ɡ͡badɔlite]) est une ville, chef-lieu de la province du Nord-Ubangi, du nord-ouest de la république démocratique du Congo. Située à 1 150 km au nord-est de la capitale Kinshasa et à une dizaine de kilomètres au sud des rives de l'Oubangui et par le fait même de la frontière avec la République centrafricaine, la ville s'étend sur 11,2 km2. Elle est parfois appelée « Gbado ».

## Histoire
En 1967, Gbadolite est un hameau, comptant à peine quelques cases. Le président Mobutu Sese Seko, originaire de la région, transforma Gbadolite en une ville luxueuse souvent surnommée le « Versailles de la jungle ». Il fit construire un barrage et une centrale hydro-électrique sur l'Oubangui à Mobayi-Mbongo pour l'alimentation en électricité, un aéroport international qui pouvait accueillir des aéronefs tels le Concorde, et trois palais immenses.
Gbadolite est néanmoins officiellement constituée le 10 janvier 1987 par l’ordonnance-loi n°87-007.
La ville de Gbadolite est presque au centre du territoire de Mobayi-Mbongo. La ville avait été bien aménagée sur le plan urbanistique et bien construite, bien que des actes de pillage ont dégradé ou détruit certains bâtiments. D'autres bâtiments sont en outre restés inachevés (bâtiment Regideso, Sonas, CDAI, etc.).
Trois palais furent élevés à Kawele, non loin de Gbadolite :
- l'un était composé d'un ensemble de pagodes chinoises (4° 14′ 42″ N, 20° 54′ 51″ E)
- l'autre de résidences modernes ; ils étaient généralement dévolus à l'habitat de Mobutu (4° 14′ 05″ N, 20° 54′ 15″ E) et ses invités ;
- une troisième résidence, le « palais des Bambous », fut également construit à l'est de ville (4° 17′ 21″ N, 21° 01′ 12″ E).

Les trois palais de Gbadolite étaient quant à eux réservés à un usage de fonction ou protocolaire.

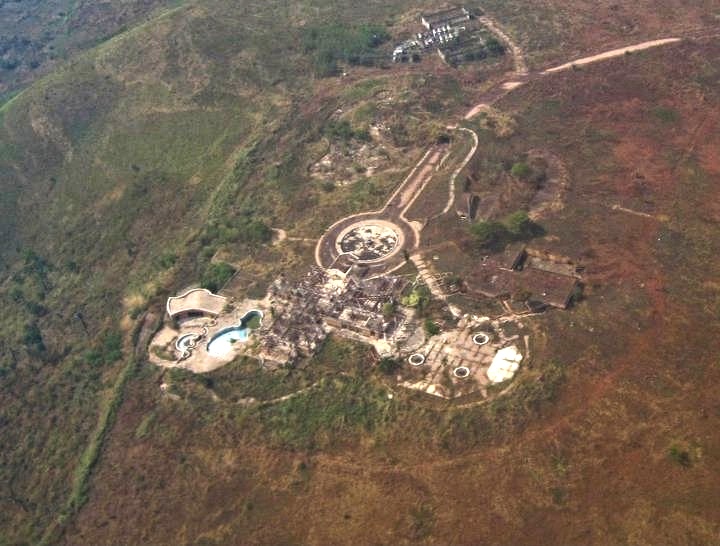
Traces de l'ancien palais de Kawele.
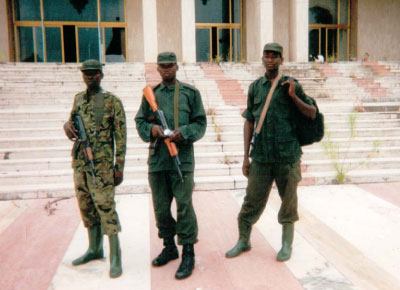
Soldats du MLC à Gbadolite en 2000.

Quand Laurent-Désiré Kabila évinça Mobutu du pouvoir en 1997, Gbabolite fut pillée et le contenu des palais emporté. Ceux-ci sont depuis lors envahis par la végétation.
En 1998, le groupe rebelle MLC (le Mouvement de libération du Congo), supporté par l'Ouganda et dirigé par Jean-Pierre Bemba, prit Gbadolite aux forces gouvernementales de Kabila et en fit son quartier général pendant plusieurs années.

## Géographie

### Localisation
Gbadolite est localisée au nord-ouest de la république démocratique du Congo (RDC), précisément au nord de la province du Nord-Ubangi. Son centre urbain est situé à environ 15 kilomètres au sud des rives de l'Oubangui et de la frontière avec la République centrafricaine (RCA), bien que son territoire débute aux rives du bassin de la rivière Oubangui.
La ville est traversée par la route nationale 24 qui permet d'atteindre la capitale Kinshasa à 3 215 km au sud-ouest (via la route passant par Tshikapa et Kisangani). Elle est néanmoins située à 1 150 km au nord de Kinshasa à vol d'oiseau.
Les coordonnées géographiques extrêmes de la ville se trouvent :
1. Au nord et au sud le territoire de Mobayi-Mbongo (5°25’N).
2. À l’ouest le territoire de Bosobolo (18°19’O),
3. À l’est par la forêt équatoriale.

## Environnement
Le relief est composé des collines et savanes boisées. Le sol de la ville est du type argilo- sablonneux. Gbadolite est entièrement située dans la zone équatoriale. Son climat est chaud et humide. Sa température annuelle du mois le plus froid ne descend pas en dessous de 18°C et sa hauteur des pluies est supérieure à 1600 mm .
La notabilité de Gbadolite parle de l’abandon de sites touristiques et appelle les autorités à réhabiliter les différents sites de cette ville afin de générer des recettes pour le trésor public.

### Climat
Gbadolite offre un climat tropical de savane. La pluviométrie annuelle atteint 1 500 mm.
Durant la saison sèche, qui s'échelonne du 15 novembre au 15 mars, environ deux à trois orages apportent la pluie. Vient ensuite la saison des pluies qui s'échelonne du 16 mars au 15 novembre.
La température varie selon les saisons. La température moyenne mensuelle de l’air est comprise entre 28° et 35°C ; les moyennes mensuelles des températures maxima journalières croissent en fin de saison sèche (30,5° à 38°C en mars) tandis que les moyennes mensuelles des températures minima journalières sont les plus faibles pendant la moitié de la saison sèche (20° à 30°C en novembre).
L’insolation relative mensuelle oscille généralement entre 60 et 90 % de mars à novembre et entre 50 et 75 % de novembre à mars, janvier est le mois le plus ensoleillé.

### Sol
Le sol est argilo-sablonneux en général et très fertile pour toute culture.
Le bassin de l'Oubangui et le territoire de Mobayi-Mbongo englobent la partie nord de la ville de Gbadolite. En bref, un examen morphologique rapide des terres qui occupe la ville de Gbadolite suggère la classification suivante : terres jaunes, terres rouges, terres blanches.

### Végétation
Gbadolite se trouve dans la forêt équatoriale, qui regorge plusieurs espèces fauniques et floristiques. Mais cette forêt est beaucoup plus exploitée par les autochtones (qui sont loin du centre-ville) qui coupent ses arbres et qui y font la chasse des espèces animales, d’une manière traditionnelle, anarchique et formé des plateaux, collines et savane boisée vers le sud. La végétation qui domine est savanes et forêt équatoriale.

### Hydrographie
La ville est traversée par plusieurs cours d’eau. Les plus importants sont : en plein ville, la rivière Boyi, Nzekele, Wakamba, Waka et Nzanguma, Ngandanganda, Wambe ; Mboroki-Mbondo, Sokoro au sud qui sépare la commune de Nganza (Gbadolite) et Mobayi-Mbongo, Mbimbi aussi au sud qui sépare Molegbe (marie de Gbadolite) et Mobayi-Mbongo.
Source : mairie de la ville de Gbadolite, Nord-Ubangi, avril 2016.

## Politique et administration

### Organisation territoriale
Gbadolite est le chef-lieu de la province du Nord-Ubangi et est subdivisée en trois communes (commune de Gbadolite, commune de Molegbe et la commune de Nganza) qui comprennent 16 quartiers, 92 cellules ou avenues et cinq groupements (Lite, Gbau, Bakpa, Gobele et Mbanza-Vulusi).
Chef-lieu de province depuis 2015, la localité a le statut de ville. Elle compte 60 853 électeurs inscrits pour les élections de 2018 et est constituée de 3 communes urbaines de moins de 80 000 électeurs:
- Gbadolite, (40 936 électeurs, 7 conseillers municipaux)
- Molegbe, (15 348 électeurs, 7 conseillers municipaux)
- Nganza, (4 569 électeurs, 7 conseillers municipaux)

### Structures politiques
En tant que chef-lieu de la province du Nord-Ubangi, Gbadolite accueille les bureaux des ministères provinciaux et le siège de l'Assemblée législative provinciale. Ce dernier siège se trouve dans l’un des bâtiments du complexe Coca-Cola.
Gbadolitedispose également de 20 partis politiques, divisés entre ceux de l’opposition et ceux de la majorité. Les activités de chaque parti politique dépendent de leurs organisations respectives, chaque parti politique mène ses actions sur terrain et dresse à la fin les rapports à sa hiérarchie sans se référer au chef de l’exécutif local.

### Justice
Gbadolite dispose d’un palais de justice où se trouvent des parquets et des tribunaux, mais aucune cour d’appel ou prison. Cette dernière est plutôt située dans un bâtiment scolaire qui a été réaménagé à cet effet.

## Population et société

### Démographie
La population de Gbadolite est composée majoritairement de personnes faisant partie de deux tribus : les Ngbandi et les Mbanza, mais d'autres populations significatives originaires d’autres régions de la province peuplent la ville également, tels que les Ngbungbu, les Mbanza, les Ngbaka, les Banda, les Mongo, les Fulu, les Ngombe, les Mbuza et les Mono.
De par leurs traditions, les Ngbandi et les autres ethnies se tournent davantage vers l'agriculture et le commerce. Les Ngbandi sont majoritaires et vivent davantage dans le centre-ville, bien qu'ils pratiquent également l’élevage, la chasse et la cueillette.
En 2015, la répartition de la population au sein de chaque tribu se détaille comme suit :
| Ethnie / Tribu                  | Nombre  | Proportion (%) |
| Ngbandi                         | 129 102 | 65             |
| Fulu, Ngombe, Mbuza, Mono, etc. | 69 516  | 34,9           |
| Étrangers                       | 221     | 0,01           |
| Total                           | 198 839 | 100            |

                           Source : Élaboré à partir du rapport 2015, section population, 2015

### Langues
À Gbadolite, à l'exception du français, les langues parlées sont :
1. Lingala (80 %)
2. Kingwandi (50 %)
3. Ngbaka (25%)

Dans la ville, le lingala est la langue parlée par la majorité de la population et particulièrement le lingala est celle qui unit tous ces groupes. Le kingwandi et ngbaka sont aussi parlés par les natifs de la ville.

### Sécurité
Les autorités de la ville veillent toujours au maintien de la sécurité et de l’ordre public, la ville de Gbadolite est généralement calme.

## Culture
La ville est constituée de cinq groupements (Lite, Bakpa, Gobele, Gbau et Mbanza-Vulusi). Le pouvoir est détenu par le chef coutumier assisté d’un gardien du pouvoir qui tient les fétiches (les esprits, forces toro) et de la notabilité (chefs des villages, chefs de clans, sages, conseillers).
Système de parenté : le système de parenté dans les 5 groupements incorporés qui sont autonomes entre autres les Ngbandi, Fulu, Ngombe, Mbuza, mono est le patriarcat. Le père est le chef de la famille et à sa mort il est remplacé par son fils aîné ou fille aînée.
Le mariage chez les Ngbandi : l’homme qui commence à convoiter la femme actuellement ou par arrangement souvent.
Prédot est accepté à travers de chèvre, sacs de sel, boisson alcoolisée Lotoko et/ou vin de palme, poules avec l’argent en espèce, bassin de manioc.
La dot est discutée entre les deux familles en amenant bassin d’arachide et bassin neuf, marmite (Bokassa), régime de banane, d’huile de palme, sachet du sucre, lampe à pétrole, avec état-major (habits beau-père et belle-mère), la dot est facturée en argent dont le montant est compris entre 100 000 Fc à 500 000 Fc mais ça dépend d’une famille à l’autre, une farde de cigarette mais cette somme est vraiment symbolique et on peut négocier. Après le versement de la dot, on passe à la cérémonie du mariage.… tout est négociable. La belle-famille contribue pour leur fille concernant les objets culinaires. Tous ces matériels peuvent être évalués en argent.
Source : Rapport de la mairie, province Nord-Ubangi, ville de Gbadolite, 2015.

### Musique et danse
Des pratiques musicales et chorégraphiques directement enracinées dans la tradition.
Les danses Lenge et Gbaduma appartenant au groupe folkloriques traditionnel.
L'analphabétisation qui persiste encore dans les communes rurales. Une sagesse imagée se transmet à travers de nombreux proverbes.

### Équipements culturels
La ville de Gbadolite ne compte aucun musée, une salle de cinéma au motel Nzekele utilisé aujourd’hui pour les plénières de L’assemblée provinciale en attendant de trouver une autre salle. Une seule bibliothèque qui ne dispose pas assez des livres se trouve à l’université de Gbadolite.

### Peinture et sculpture
Ils opèrent d’une manière individuelle et sont à identifier bien que le service de culture et arts ne l’a pas encore fait.
Beaucoup restent encore à faire dans ce domaine. Mais pour y parvenir, il faut en avoir le moyen de manière à encadrer convenablement des potentialités existantes et stimuler les autres à extérioriser leurs talents.

## Infrastructures
Par autres éléments environnementaux, il s’agit de certains indicateurs socio-économiques tels l’hôtellerie, la restauration et l’élevage des animaux. La ville de Gbadolite connait une carence d’hôtels modernes bien équipés de standard international capables d’accueillir des visiteurs et créer des emplois. Les hôtels qui existent sont ceux qui favorisent la promiscuité. Ils sont fréquentés souvent par des jeunes adolescents, plus pour leur plaisir. Il en est de même dans le domaine de la restauration ; il est constaté une absence quasi complète des restaurants bien équipés avec un personnel formé et des repas respectant les normes de la sécurité alimentaire.
Ceux des restaurants qui existent ne répondent pas à ces normes et ne sont restaurants que par abus de langage. Ils sont souvent tenus par une population démunie à la recherche de la survie, soit le long des avenues, soit à des lieux non appropriés. L’environnement dans l’ensemble de la ville est proche d’un village, on y retrouve chèvres, moutons, poules, canards et autres animaux domestiques en divagation et occasionnant par moments des accidents de circulation.
Source : chargé de cultures et arts de la ville de Gbadolite, avril 2016

## Économie

### Principales activités
1. Commerce (75%)
2. Agriculture (50%)
3. Élevage de chèvres, moutons, porcs et volaille (10%)
4. Cueillette et chasse (5%)

Le commerce est la première activité la plus importante et la plus pratiquée presque par toute la population urbaine dans la ville, se fait pour des articles manufacturés venu du pays voisin la RCA, de la ville de Gemena même de Kinshasa ; aussi plus des travailleurs de l’administration publique. L’agriculture est la deuxième activité dans la ville, en dehors de l’agriculture vivrière, Il existe des plantations industrielles abandonnées appartenant à la CDAI. Les principaux produits agricoles sont le manioc, maïs, arachide, soja, bananes plantées, riz, etc.
L’élevage est trop peu organisé dans les périphéries de la ville. L’élevage des animaux tels que, chèvres, moutons, porcs et volailles se fait quelque peu mais uniquement pour des besoins d’autoconsommation.
La cueillette se fait beaucoup plus par la population locale aussi. Cela permet d’avoir des fruits, chenilles, du mfumbwa etc.
Pour les importations, les 6 premières marchandises clés à l’importation sont les suivantes : farine de froment, sucre de canne, sel iodé de cuisine, savon et la bière.
Gbadolite possède dans son sous-sol des gisements de diamant, précisément situés dans les communes de Nganza et Molegbe. Encore inexploités, ces cinq sites diamantifères sont découverts suivant des expertises menées par des techniciens et des géologues. Il s'agit des carrières de Tubale et de Wakamba dans la commune de Nganza et des sites de Natondo, de Penda et de Mobere dans la commune de Molegbe.
Source : Rapport de la mairie, province Nord-Ubangi, ville de Gbadolite, 2015.

### Principaux opérateurs économiques
La ville de Gbadolite compte 92 petites et moyennes entreprises (PME) dont 77 en activité et seulement 15 en faillite. Il existe plusieurs opérateurs économiques qui évoluent dans des domaines différents mais seulement 185 ont été répertoriés dont 132 seulement sont enregistrés auprès de l’administration de l’État. Ce chiffre est au-delà de 185 si nous comptabilisons ceux qui ne sont pas enregistrés ou ceux qui évoluent dans l’informel.
Citons quelques grands opérateurs économiques de la ville de Gbadolite :
1. Ets Village Caana : ventes des produits manufacturiers, bar-restaurant
2. Ets Fifi gbemba : hébergement, bar-restaurant, hôtel
3. Ets Yege social : ventes des produits manufacturiers, hôtel, hébergement, bar-terrasse
4. Ets V12 : ventes des produits électroménagers, sanitaire
5. Ets Tashi : ventes des produits manufacturiers
6. Debuze : ventes des produits manufacturiers
7. Ets Lyly : bar-restaurant
8. Ets Nono : bar-restaurant
9. Ets Rusaki : bar-terrasse
10. Ets Shiza : ventes des produits manufacturiers, matériel de construction, appareils électroménagers
11. Maman Tombwama : transaction m-pesa, activités financières
12. Héritier shop : ventes des cartes de crédit prépayées Vodacom, Airtel, orange
13. Pâtisserie bb : Fabrication de pain
14. Ets Business : Papeterie de la ville
15. Ets Ekpakpara : Bar-terrasse
16. Etc.

Ces opérateurs connaissent des difficultés dans le mécanisme de travail et demande aux autorités de les soutenir financièrement et administrativement pour renforcer leurs activités. l’absence d’une banque commerciale les empêchent de bien évoluer car ils n’ont pas accès à l’octroi des crédits, il y a des irrégularités coupable des vols commerciaux, l’enclavement de la ville par la détérioration des routes handicapent l’approvisionnement et évacuations des produits dont le coût élevé de transport et le taux élevé de taxe sur les produits agricole au port de Businga.
La population a été habituée à la culture de la main-tendue. Le travail n’était pas pour elle une priorité et source de toute prospérité. La majorité de leurs besoins était plus soumise à l’un de leur alors à la tête de la RDC. Des années durant la population s’est accommodée à cette culture paternaliste. En outre, la population masculine n’avait pour seul métier que son incorporation dans l’armée. Ainsi, lors de la disparition du régime mobutiste, non seulement la population a perdu un père nourricier mais elle était abandonnée à elle-même en l’absence de toute politique d’insertion dans la vie sociale.
Toutes les importantes unités de production qui existaient telles la brasserie de l’Ubangi coca-cola, scierie, fermes de Fiwa et de Nganza, plantations… sont les biens privés du Président Mobutu en association avec sa femme et ses enfants. Elles sont presque toutes aux arrêts car ne pourront fonctionner que si le problème de succession des biens Mobutu est réglé. En attendant la population est prise en otage par la concentration de ces investissements entre les mains d’une minorité bourgeoise. Ainsi, il y a lieu d’affirmer que la concentration de ces unités de production prouve à suffisance que la population n’était guère préparée à contribuer au développement de son milieu au regard de la culture du moindre effort à laquelle elle était très longtemps habituée. L’État doit s’impliquer pour résoudre le problème de succession et permettre à ces unités de production d’être opérationnelles et contribuer aux distributions directes ou indirectes de revenu à la population.
signalons que la ville de Gbadolite dispose d’un marché central et des petits marchés également.
Source: services de l’économie nationale et greffier divisionnaire du parquet de grande instance, ville de Gbadolite, avril 2016

### Principales activités des opérateurs économiques
1. Commerce de Gros et de détail
2. Restaurant
3. Bar-Terrasse
4. Hôtel-Auberge
5. Commerce des produits pharmaceutique
6. Transformation méthode artisanale (fabrication de casserole par exemple)
7. Équipements de construction.

### Principales activités des PME/PMI
1. Production et vente de produits manufacturier & divers
2. Fabrication casserole
3. Production d’huile de palme
4. Briqueterie
5. Menuiserie

Dans la ville, il y a quelques petites industries de transformation de l’huile de palme en savon, de fabrication de casseroles, de brique, etc. sont la population locale qui produit ses biens. La production annuelle n’est pas estimée car la production ne pas fréquente, et est très faible avec des arrêts de production à tout moment presque chez toutes ces PME. Il existe des entreprises abandonnées telles que la brasserie de l’Ubangi Coca-Cola, les palmeraies de Bambous, Cibe Zaïre, Sicotra, Cierie, etc.
Les infrastructures d’évacuation des produits agricoles, notamment de Gbadolite vers Businga, ne sont pas en bon état et l’évacuation des produits agricoles vers la Mongala, Mbandaka et Kinshasa. Cette contrainte rend pénible est l’une des sources de la pauvreté d’une population essentiellement agricole et ne dépendant dans sa majorité que de l’agriculture.

#### Grandes entreprises locales
1. CDAI
2. SICOTRA
3. CIBE ZAIRE

Centre de Développement Agro-Industriel (CDAI), de sa création jusqu’à 2016, a perdu un effectif de plus de 3 683 agents soit 93,1% de sa capacité de 1967. Pour une ville de Gbadolite ces statistiques sont interpellants car ses agents sont actuellement au chômage et leur niveau de vie en dégradation. ainsi la pauvreté sévit davantage par manque de revenu.
Dès lors, il y a nécessité de redynamiser cette unité de production qui consiste l’épine dorsale de l’économie de la ville. Les différentes filiales qui la composaient notamment la carrière, les plantations, les fermes, boucherie et boulangerie, société de boissons et transit de Businga sont autant d’activités économiques rémunératrices du revenu. Mais la cessation de leurs activités a occasionné un accroissement du chômage et la chute du revenu d’une frange importante de la population.
L’entreprise Sicotra renoue ses activités petit à petit, par contre Cibe Zaïre les activités sont aux arrêts, mais sont encore représentées dans la ville malgré la faillite.

#### Principaux produits agricoles
1. Manioc (40%)
2. Mais (30%)
3. Riz (10%)
4. Arachide (15%)
5. Banane Plantain (5%)

Parmi les cultures pérennes, nous avons ; le bananier, le cocotier, le palmier à huile, le caféier, le papayer, l’avocatier et les manguiers.
Le manioc est produit dans la commune rurale. La production annuelle est estimée par PARRSA bien qu’une partie la production soit consacrée à la survie de la population. Le manioc est consommé soit sous forme de kwanga, soit en tubercules bouillies. Une grande partie est également revendue dans les territoires voisins.
Le maïs est également produit en très grande quantité surtout dans le territoire et qui approvisionne la ville de Gbadolite. Il est consommé sous forme d’aliments bouillis ou grillés au feu (popcorn) une partie de la production.
Le riz est produit à faible quantité et il est utilisé pour la consommation locale et revendu aussi. L’arachide est aussi produite à une quantité importante et est consommé localement et revendu dans la ville et les bakembas (banane plantain) aussi en quantité moyenne pour la consommation locale mais les statistiques ne sont pas disponibles pour ce produit agricole. Nous avons également l’huile de palme, qui est produit en quantité moyenne par quelques habitants ; Il est utilisé pour la consommation locale et est utilisé pour la fabrication de savons. La courge, le soja sont également cultivés aussi dans la périphérie de la ville.

#### Principaux produits non agricoles
1. Poissons frais (70 %)
2. Viande (30 %)
3. Chenilles (mbinzo) (10 %)

Les produits non agricoles les plus consommées dans la ville sont des produits forestiers non ligneux (poissons frais, chenilles et viande). Les poissons pêchés dans l'Ubangi, dans les forêts situées non loin de la ville et sont produits souvent périodique dans l’année et souvent c’est pour la consommation locale.

#### Principales sources d’énergie
1. Bois (50 %)
2. Électricité (40 %)
3. Groupe électrogène (4 %)
4. Panneaux solaires (1 %)

Le courant électrique est disponible dans le centre-ville. Soulignons aussi la présence des groupes électrogènes et le charbon de bois qui sont utilisées à la tombée de la nuit dans presque tous les ménages.
En journée les différentes structures et entreprise utilisent l’électricité. Les panneaux solaires sont utilisés uniquement par l’hôpital général de référence et quelques particuliers dans la ville à l’absence de l’électricité. Le bois de charbon est utilisé pour la cuisine dans les ménages mais aussi pour d’autres usages.

### Opportunités de développement
La ville de Gbadolite possède plusieurs atouts qui peuvent permettre son développement :
1. La centrale hydro-électrique de Mobayi-Mbongo demeure un investissement ambitieux qui n'a pas su être valorisé. Les activités qui consomment l’électricité sont celles qui se retrouvent en dehors de la R.D.C et la ville ne se contente que de l’électricité domestique qui est sans impact significatif sur le développement économique. La mauvaise utilisation de cette unité de production économique a des conséquences sur le renouvellement de l’outil de production. Sur les trois turbines installées dans la phase 1, une seule est actuellement en service soit 33,33% de la capacité de fonctionnement du barrage. Les deux autres sont tombées en panne sans que cela intéresse sérieusement ni l’autorité politique ni les originaires de la ville. À cette allure, il faut reconnaitre que la dynamique de la villagisation de Gbadolite s’impose du jour au jour et avec elle, la population de cette ville sera davantage pauvre qu’elle ne l’est actuellement.
2. Tourisme : la crainte du fanatisme politique est encore présente dans l’esprit de plusieurs politiciens, qui, eux, croient fondamentalement aux séquelles du régime mobutiste. La population s’estime abandonnée car dix-neuf ans après la chute du régime mobutiste, nombreux sont des jeunes qui ne connaissent ce régime que par l’histoire. A ce jour, de par son histoire, la ville de Gbadolite devait attirer la curiosité mondiale (tourisme) et drainer des ressources importantes. Les sites historiques tels que, la résidence de l’ex-président de la république, la tombe de maman Marie-Antoinette, la mission Molegbe, le barrage de Mobayi Mbongo, le village Kawele pouvaient permettre d’accroitre les fréquentations, favoriser le tourisme, les échanges des biens et produits et contribuer à l’expansion monétaire.
3. L’agriculture, L’élevage : vu la disponibilité des terres arables et leur accessibilité. Comme la population cultive artisanalement sans aucune organisation, si ce secteur est bien organisé cela créerait de l’emploi et le taux de chômage sera réduit. Plusieurs espèces d’animaux qu’on peut élever qui se trouve toujours dans la forêt équatoriale à côté. Faire participer activement les paysans dans le processus de développer le secteur agricole en créant plus des associations.
4. Réhabilitation du jardin zoologique et jardin botanique dans la ville de Gbadolite : cela est possible du fait que la forêt équatoriale est là, d’où l’on trouve plusieurs espèces animales et plantes, la rivière Ubangi également qui sont juste à côté de la ville à 20 km du territoire de Mobayi-Mbongo où l'on pourrait aménager une plage (beach) dans un cadre touristique, et cela ferait en sorte que le tourisme soit attractif et il y aura des entrées de recette pour L’État.
5. Les routes (route nationale n°24, routes provinciales et routes de dessertes agricole) : si elles sont bien réhabilitées et aménagées, elles favoriseront l’évacuation des produits agricoles pour le commerce dans la ville et ses territoires et même les pays voisins. (route de Gemena-Gbadolite est en mauvais état par exemple).
6. Les mines : La présence des minerais comme le diamant est aussi signalée dans cette ville. Ce diamant non encore exploité, pourrait être exploité et cela créerait de l’emploi et le taux de chômage sera réduit.
7. Économie : La présence d’une grande entreprise dans la ville (CDAI) qui était jadis le poumon de l’économie de la ville. Le gouvernement, soit les partenaires nationaux et étrangers pourront venir en aide de cette grande société, en proposant un plan de relance dans un cadre de partenariat mixte paritaire avec le gouvernement ou des investisseurs nationaux et étrangers par exemple, et enfin de renouer ses activités pour un développement d’un secteur économique favorable, signalons que tous les équipements/matériels de fonctionnement de cette entreprise sont encore disponibles malgré leur état de vétusté.
8. L’aéroport de Gbadolite jadis appelé aéroport international de Moanda, qui est une infrastructure importante sur plan de transport aérien, car elle peut booster le développement par rapport aux différents trafic aérien et surtout dans les échanges avec le reste du pays et le reste du monde si est seulement si sa réhabilitation est concrétisée.
9. L’élevage de poissons (pisciculture), car la ville dispose de plusieurs endroits marécageux; ces endroits sont bien appropriés pour ces genres d’activité in fine contribuer au développement dans le secteur agricole, créer de l’emploi et réduire le taux de chômage dans la ville de Gbadolite.
10. La pèche artisanale en valorisant cette branche, car la ville dispose des petites rivières poissonneuse et surtout que la ville est à 25 km de la rivière Ubangi, cette pèche pourra favoriser la transformation de l’animal aquatique, poisson fumé, poisson salé.

## Transport

### Transport public
L’organisation du système de transport est déplorable dans cette partie de la R.D.C. Les habitants n’ont comme moyen de transport public que le vélo (toleka) et le client est prié de descendre à chaque montée car il est difficile au transporteur de gravir la montagne en le transportant. Le prix de la course varie entre 150 et 500 F.C selon la distance à parcourir. Outre ce mode de transport, on retrouve également quelques taxi-motos ne dépassant pas 20 dont le prix de la course varie également par rapport à la distance à parcourir mais généralement 500 FC. En dehors de ces deux types de transports, la ville de Gbadolite ne bénéficie ni d’un taxi ni d’un taxi-bus pour le transport public de la population. Les initiatives privées et publiques sont complètement absentes dans ce domaine. La population est contrainte de parcourir plusieurs kilomètres à pied. C’est notamment le cas des étudiants de l’université de Gbadolite, qui, pour atteindre l’université, doivent parcourir à l’aller comme au retour environ quatorze kilomètres de route à pied. Les quelques rares étudiants disposant soit des motos et ou des vélos sont à l’abri de ce sport quasiment forcé et involontaire.

### Accessibilité et tourisme
La ville de Gbadolite connait une situation d’enclavement qui ne permet pas son développement. L’aéroport international de la Moanda ne reçoit presque plus de trafic pouvant permettre à la ville d’être en échange avec le reste du pays.
La voie routière Gbadolite et Businga se retrouve en moyen état. Cependant, cette voie qui relie Gbadolite à kinshasa à travers la rivière Mongala puis le fleuve Congo est d’une grande importance pour les échanges des produits tant agricoles que manufacturiers. Cette voie donne aux agriculteurs la possibilité d’évacuer leurs produits agricoles vers Businga puis Mbandaka ou kinshasa. Cette contrainte liée à l’état de la route oblige les paysans agriculteurs à vendre le long de la route à cause de l’absence de marché viable qui permettrait d’absorber les quantités importantes à écouler.

#### Par route
La route nationale 24 (RN 24) est l’unique route principale qui relie la ville de Gbadolite à celle de Gemena au sud et au nord-est. Elle relie la ville au territoire de Mobayi-Mbongo jusqu’au territoire de Yakoma en allant aussi vers Bumba puis dans la province orientale (Kisangani). Cette RN 24 est en grande partie en très mauvais état dans cette partie nord-est et au sud vers Gemena.
1. Tronçon Gbadolite-Bombanza (128 km dont 18 km asphalté) : en moyen état
2. Tronçon Gbadolite-Mobayi Mbongo (25 km asphalté) : en bon état
3. Tronçon Gbadolite-Businga (140 km dont 18 km asphalté) : en moyen état.
4. Tronçon Gbadolite-Bosobolo (152 km en terre, non asphalté) : en moyen état
5. Tronçon Gbadolite-Yakoma (205 km dont 25 km asphalté et 180 km en terre) : en moyen état

Le gros du trafic des marchandises manufacturières et agricoles venues de Kinshasa se fait par transport routier, avec une arrivée au port de Businga, puis un acheminement dans la ville de Gbadolite. Au départ de Gbadolite : des produits agricoles et non agricole. Par voie routière, quelques camions arrivent avec des colis venant de Kinshasa par Gemena et au retour ils rentrent avec les produits agricoles jusqu’à Gemena.
La ville est traversée par cette route nationale n°24 où une partie a été agrandie pour un boulevard appelé : boulevard Mobutu (5 ronds)

#### Par voie aérienne
Situé à environ 6 kilomètres au sud-ouest de Gbadolite, dans le village de Moanda, l’aéroport Moanda de Gbadolite, jadis international et 5e en importance de la RDC, avec sa piste d'une longueur de 3 600 m et de 60 m de largeur ainsi que sa résistance (15T/RS, 30T/RJ et 60T/B), connaît un grand succès à l’époque du maréchal Mobutu, car il respecte toutes les normes afin d'être désigné aéroport international. Une décision N° RVA/DG/CJ/0007/du 2012 le classifie néanmoins comme aéroport national de catégorie I.
Lors de la dernière guerre d’occupation rebelle des années 1999-2001, cet aéroport subit toutefois d'importants dommages qui en font toujours une infrastructure dans un état de délabrement total quelques décennies plus tard. En effet, sont détruits lors de cette guerre : l'aérogare, le pavillon présidentiel, la caserne anti-incendie, le bloc technique, la salle d’attente, la tour de contrôle, les aides à la navigation aérienne, le balisage lumineux, les matériaux et équipements de transport et maintenance et les installations pétrolières du SEP-CONGO. La piste d’atterrissage, deux voies de circulation et l’aire de stationnement des aéronefs (tarmac) demeurent cependant en bon état et utilisables.
Malgré tout ceci, cet aéroport n’offre pas de meilleures conditions d’exploitation dans la mesure où les vols commerciaux sont moins rentables. Le manque de ravitaillement en carburant et la distance qui sépare l’aéroport et les points de ravitaillement les plus proches (RCA, Mbandaka, Kisangani, Kinshasa) s'y rajoutent. Donc pour qu’un aéronef puisse faire l'aller-retour, il devra prendre plus de carburant, et donc moins de fret et de passager. Cet aéroport demeure donc sous exploité au plan commercial. Seulement quelques vols humanitaires l’exploitent (présence de réfugiés centrafricains). L’aéroport manque aussi de personnel dans plusieurs domaines d’aviation (ATC, RTC, ROP, FAL, MTO,…). Actuellement, l’aéroport de la Moanda ne reçoit plus de trafic. Les autorités et la population de la ville de Gbadolite demandent que la compagnie aérienne Congo Airways puisse y venir.
Les statistiques liées au départ sont de 2 552 personnes et 2 264 départ dans la ville de Gbadolite.
Source : rapport RVA-DGM, office des routes, OVD, ville de Gbadolite, avril 2016.

## Santé

### Hygiène et assainissement
Il est constitué dans chaque commune, une commission de contrôle de salubrité hebdomadaire et des installations sanitaire. Ainsi les responsables communaux ont également reçu l’ordre d’organiser les travaux collectifs de salongo consiste à dégager des hautes herbes dans les quartiers. Des amendes sont prévues pour ceux qui n’exécutent pas. mais ces mesures d’hygiène et assainissement ne sont pas vraiment suivi à la loupe, il y a des herbes dans la ville, les avenues ne sont pas bien balayées, il faudrait peut-être avoir des cantoniers pour ça, au niveau de la cité c’est trop sale encore plus qu’ au niveau de la ville ici.

### Équipements
La ville de Gbadolite dispose d'un hôpital et de 13 centres de santé.
La zone de santé de Gbadolite ne dispose pas d’infrastructures sanitaires capables de donner satisfaction aux besoins de santé des habitants de cette entité politico‑administrative. En référence à sa population évaluée à 198 839 habitants, la ville ne compte qu’une seule infrastructure de santé, un hôpital général de référence créé dans les années 1970-1975 par l’ex‑président Mobutu. L'hôpital compte dans ses effectifs 12 médecins, 70 infirmiers, quatre agents administratifs, deux laborantins, cinq sages-femmes, un technicien anesthésiste, deux secrétaires et 16 autres personnels.
| Hôpitaux      | Capacité d’accueil totale | Capacité d’accueil disponible | Nb de Médecins | Nb d'infirmiers | État du bâtiment |
| HGR Gbadolite | 160                       | 108                           | 12             | 70              | Mauvais          |
| Molegbe       | 28                        | 28                            | 1              | 5               | Mauvais          |

Au regard de ces statistiques, il y a lieu de constater que la situation sanitaire est critique car un médecin doit théoriquement prendre en charge au minimum 18 076 patients, alors que le standard international recommande 10 malades par médecin et par jour. Quant aux infirmiers, la prise en charge théorique est d’environ 2 841 malades par infirmier soit 0,9%. Ainsi, pour une ville d’environ 198 839 habitants, le nombre de médecins pour le suivi des malades est faible.
Mais le taux de fréquentation des structures de santé modernes est très faible. La population recourt assez souvent aux pratiques traditionnelles par manque de revenu important. Ainsi, pour une ville de 198 839 habitants, une moyenne mensuelle de 6 025 malades fréquente les institutions sanitaires modernes. L’HGR et les centres de santé de la ville sont gravement sous-équipées en matériel, en infrastructures adéquates et même en médicaments, surtout de spécialité.
| Maladies           | Cas enregistrés | Cas de décès |
| Paludisme          | 1356            | 4            |
| IRA                | 207             | 0            |
| Maladies hydriques | 151             | 0            |
| Malnutrition       | 134             | 0            |
| IST/VIH            | 72              | 0            |
| Diabète            | 9               | 0            |

À ces statistiques, si l’on inclut les centres de santé privés dont les qualités d’infrastructures et le niveau du personnel demeurent inquiétants, la ville dispose dans son ensemble de 13 centres de santé. Ces infrastructures sanitaires, majoritairement construites en matériaux non durables, souffrent gravement du sous-équipement en matériel et en personnel qualifié. Les soins administrés sont aussi de qualité approximative.
| Communes/Hôpitaux | Privée | Publique | Total |
| Gbadolite         | 0      | 1        | 1     |
| Molegbe           | 0      | 0        | 0     |
| Nganza            | 0      | 0        | 0     |

| Communes/Centre de santé | Privée | Publique | Total |
| Gbadolite                | 0      | 8        | 8     |
| Molegbe                  | 1      | 2        | 3     |
| Nganza                   | 0      | 2        | 2     |

### Incidences des pathologies
1. Paludisme (60 %)
2. Infections respiratoires aiguës (20 %)
3. Maladies hydriques (10 %)
4. Malnutrition (4 %)
5. IST-VIH (6 %)

## Éducation

### Enseignement primaire et secondaire
La ville de gbadolite dispose d’une seule sous-division qui compte 123 écoles dont 23 écoles maternelles, 74 primaires et 49 secondaires avec un nombre total d'élèves de 40 710 dont 18 508 filles et un total d'enseignants de 1 581 hommes et 282 femmes.
| Communes  | Ecoles primaires | Ecoles secondaires | Elèves au primaire              | Elèves secondaire               |
| Gbadolite | 47               | 036                | Total : 20 007 ; filles : 9 946 | Total : 10 119 ; filles : 3 940 |
| Molegbe   | 23               | 12                 | Total : 6 576 ; filles : 2914   | Total : 1 280 ; filles : 327    |
| Nganza    | 4                | 1                  | Total : 899 ; filles : 379      | Total : 97 ; filles : 19        |

Sur les 123 écoles, 97 écoles sont du domaine de l’État, et 26 écoles relèvent du secteur privé.
116 écoles sont agréés, pas d’école fictive.
1. Écoles conventionnées catholiques : 34
2. Écoles conventionnées protestantes : 25
3. Écoles conventionnées kimbanguistes : 7
4. Écoles conventionnées islamiques : 5
5. Écoles non conventionnées : 26
6. Écoles privées agrées : 19
7. Écoles privées non agrées : 7

Écoles maternelle : 1 642 élèves dont 841 filles 
Nombre d’enseignants en maternelle : 97 femmes.
Écoles primaire : 27 572 élèves dont 13 372 filles
Nombre d’enseignants : 669 hommes et 140 femmes
Écoles secondaire : 11 496 élèves dont 4 295 filles
Nombre d’enseignants : 815 hommes et 45 femmes.
Les différents partenaires dans le secteur de l’éducation au niveau primaire et secondaire sont :
Au niveau international :
Unicef, Unesco, Banque mondiale, PAM.
Au niveau national :
Proseb
Au niveau local :
Les comités de parents.
Source : rapport EPSP, entretien avec sous PRVED de la ville de Gbadolite, avril 2016.

## ONG et projets

### Principales activités des ONG
Toutes ces organisations non gouvernementales interviennent dans plusieurs secteurs, tels que la santé, éducation, protection, agriculture, etc.
Pour les ONG internationales, nous en comptons neuf :
1. World vision (vision mondiale)
2. Mondial/paludisme
3. Croix-rouge
4. Cordaid
5. Médecin Sans Frontières
6. Aird
7. LMA
8. Acted
9. Isco

Pour les agences de Nations unies, nous en comptons quatre :
1. Pam
2. HCR
3. OMS
4. UNOPS

Pour les ONG au niveau national, nous en comptons quatre :
1. Caritas
2. Sanru
3. Ades
4. Adsse

Pour les ONGD au niveau local nous en comptons cinquante neuf :
AFDI, Adacos, Salam, Aiglo, Ocad, ZKZ, Udiape, Ampd, Odap, Bolingo, Adesec, Caesep, Les progrès, Bricod, Arcen, Ailedho, Ageled, Cdpe, Apenu, Lacof, Lipade, Lucpa, MDM, MA, Tolingana, Coojap, AVD, MDS, ACF, Apravo, Azana, AE, Adigba, Action Ubangi, ADH, Elely, Aldid, Aeag, Cadeu, RAD, AFB, UMD, VAG, Adcn, Acdr, Opaap, Actg, Factg, Updp.
Source : rapport mairie et constat de l’expert en développement, ville de Gbadolite, avril 2016.

### Principaux projets de développement financés par le gouvernement
1. Création de deux arrêtés portant lotissement des cités des fonctionnaires dans la commune de Gbadolite et lotissement de champs d’ananas en faveur des fonctionnaires et agents en mutation sans logement, Non exécuté
2. Reconstruction des ponts Nzekele, Boyi et Waka, projet en cours
3. Achèvement du bâtiment REGIDESO au centre de la ville, non exécuté
4. Achèvement du bâtiment SONAS au centre de la ville, non exécuté
5. Réhabilitation de la résidence officielle du gouvernorat de la province bambous, non exécuté
6. Construction des nouveaux bâtiments pour les différentes autorités du gouvernement provincial car la plupart sont locataire et dans des mauvaises conditions de travail (non exécuté)
7. Doter les structures de l’État des équipements de bureau pour bien faire le travail (non exécutée)
8. Dotation de la ville de Gbadolite des matériels roulants dans chaque domaine pour leur facilité la mobilité dans le travail. (non exécuté)
9. Construction des maisons pour la population car le logement est un grand problème dans la ville (non exécuté)
10. Don de véhicules et motos aux inspecteurs provinciaux de terrain (non exécutés)
11. Réhabiliter et moderniser le groupe II hydro-électrique avec ses auxiliaires principaux et spécifiques, et fiabiliser le groupe I de la centrale hydro-électrique (non exécuté).
12. Achèvement de la deuxième phase de la centrale hydro-électrique et tirage des grandes lignes d’évacuation de l’énergie électrique vers des grands centres de consommation (non exécuté).
13. Construction d’un centre de santé (Cs Bolingo construit par GAVI qui est un projet du gouvernement). projet exécuté

Le principal projet de développement sur financement du gouvernement dans la ville doit être tout d’abord la construction des nouveaux bâtiments pour le fonctionnement du gouvernement provincial étant donné que le Nord-Ubangi est devenu une nouvelle province, mais aussi les habitations de l’État seraient un atout pour la ville car la plupart des maisons dans toute la ville appartiennent à l’entreprise CDAI qui est une structure privée.

### Principaux projets de développement non financés par le gouvernement
1. ASSP (Accès aux Soins de Santé Primaire) qui approvisionne l’hôpital général de référence de Gbadolite en médicaments. projet exécuté
2. Don de véhicule LandCriser à la zone de santé : vision mondiale, Assp. projet exécuté
3. Adduction d’eau, puits d’eau et source aménagée : HCR, vision mondiale, croix-rouge. projet exécuté
4. Construction de deux centres de santé (Cs Kawendje et Cs Kratos) par ASSP. projet exécuté

Le principal projet de développement sur financement autre que le gouvernement dans la ville est l’ASSP qui ravitaille mensuellement en médicaments l’hôpital général de référence, centres de santé de la ville même ceux des territoires.
HCR, vision mondiale (world vision), croix-rouge (construction des forages et puits d’eau) ces ONG ont exécuté des forages dans des zones non loin du centre-ville, le service de relai devait être là pour ça en guise le service national des hydraulique rural (SNHR) qui n’existe pas aussi dans la province du Nord-Ubangi et même dans la ville.